# John Medley Wood
John Medley Wood (Mansfield, 1º dicembre 1827 – Durban, 26 agosto 1915) è stato un botanico sudafricano.

## Biografia
Wood nacque Mansfield dall'avvocato James Riddall Wood ed Hannah Healy Weaver. Suo padre si risposò con Maria Haygarth ed emigrò a Durban.  John, che aveva trascorso sette anni in mare dopo aver lasciato la scuola, lo raggiunse nel 1852. Egli ben presto acquistò una proprietà alla foce del fiume Mdloti a nord di Durban dove sperimentò nuove colture.
Nel 1855 sposò Elizabeth Haygarth, la sorella della sua giovane matrigna.
Nel 1868, per motivi di salute si trasferì nell'entroterra di Inanda, dove gestì un negozio e si dedicò all'allevamento. Qui sviluppò l'interesse per le crittogame e cominciò la raccolta di felci, muschi e funghi, nonché di piante da fiore. Cominciò a corrispondere con M.C. Cooke e Károly Kalchbrenner, micologi a Kew ed a Budapest. Il Rev. John Buchanan, un esperto di felci locale che aveva pubblicato un elenco di felci di Natal nel 1875, coadiuvò Medley Wood in quel gruppo.
Nel 1880 il botanico austriaco Anton Rehmann visitò Natal e rilevò la raccolta di muschi di Wood.
Come risultato del suo crescente interesse per la botanica accettò l'incarico di curatore del Giardino Botanico di Durban. Nel 1882 verificò la compatibilità della canna da zucchero cinese (Saccharum sinense L.), con le condizioni ambientali di Natal. 
Durante questi anni raccolse piante in tutta Natal e scambiò i duplicati con erbari stranieri.
Nel 1915, al momento della sua morte, stava preparando il settimo volume delle sue “Piante di Natal nel 1915. Egli è ricordato nei nomi dei generi Woodia Schltr., Woodiella  Sydow e un gran numero di nomi di specie tra cui quello di  Encephalartos woodii Sander, che scoprì per primo.
Nel 1887 fu eletto  Associato della Linnean Society di Londra e  nel 1913 fu premiato come D.Sc. onorario dall'Università di Città del Capo.  

## Pubblicazioni
- 1877 A Popular Description of the Natal Ferns
- 1879 The Classification of Ferns
- 1888 An Analytical Key to the Natural Orders and Genera of Natal Indigenous Plants
- 1894 Preliminary Catalogue of Indigenous Natal Plants
- 1898-1912 Natal Plants (6 volumes) (vol 1 with M.S. Evans) (illustrated by Miss F.Lauth and Miss M.Franks)
- 1907 Handbook to the Flora of Natal